# Heterochelus capicola
Heterochelus capicola är en skalbaggsart som beskrevs av Fabricius 1781. Heterochelus capicola ingår i släktet Heterochelus och familjen Melolonthidae. Inga underarter finns listade i Catalogue of Life.